# Cnemidophorus velox
Cnemidophorus velox är en ödleart som beskrevs av  Springer 1928. Cnemidophorus velox ingår i släktet Cnemidophorus och familjen tejuödlor. IUCN kategoriserar arten globalt som livskraftig. Inga underarter finns listade i Catalogue of Life.